# Arnoul de Mouzon
Pour les articles homonymes, voir Saint Arnoul et Arnoul.
Arnoul de Mouzon (né et mort à une date inconnue au VIIIe siècle) est selon la tradition un obscur pèlerin  assassiné par des brigands, enterré, et oublié. Ce sont les miracles autour de son tombeau et de ses reliques qui ont convaincu l’Église de sa sainteté. La légende veut qu'un de ses miracles soit à l'origine de la refondation de l'abbaye de Mouzon.

## Biographie
Arnoul est né entre la Moselle et le Rhin, en Lotharingie. Pèlerin, il  est agressé par des brigands dans la forêt de Froidmont, entre Gruyères et Thin-le-Moutier en traversant ce massif. Il réussit à rejoindre le village de Gruyères, mais y succombe à ses blessures. Il est enterré sur place par les habitants. Les décennies passent, un siècle, peut-être deux. Sa mort était oublié de tous lorsque des miracles surviennent. Les habitants décident de construire une église pour y transférer ses restes, mais ne parviennent pas à déplacer le lourd cercueil, et renoncent à leur projet,. 
À la fin des années 960, un comte dénommé Otton achète les reliques pour en faire un objet tutélaire de la forteresse qu'il construit à Warcq. Mais Adalbéron, archevêque de Reims, vient assiéger ce château de Warcq. L'édifice est protégé par la Meuse et la Sormonne mais une génisse indique aux assaillants un gué permettant d'accéder à l'autre rive. L'assaut est lancé, les assiégés se réfugient dans le donjon, l'église est sur le point de brûler quand le feu se calme soudainement et recule. Ce prodige est attribué par les autochtones aux restes d'Arnoul. L'archevêque est intrigué par l'existence de ce saint et interroge : «quo sanguine cretus ? unde domi genitus ? Civis an incola ? Peregrinus an advena ?»  (Noble ou pas ? De quelle famille ? Habitant de la ville ou de la campagne ? étranger ou autochtone ?). Il réclame les reliques. Aussitôt celles-ci extraites de l'église jusqu'alors miraculeusement préservée, le bâtiment s'enflamme. Il fait placer ces précieux ossements sur une embarcation, avec pour projet d'en faire bénéficier la collégiale Saint-Vivent de Braux, située à une dizaine de kilomètres en aval. C'est alors qu'un aigle se pose à l'arrière du bateau. Celui-ci remonte le courant, sans rame, sans voile, jusque Mouzon, au lieu de le descendre. Interprétant ce signe du ciel,  Adalbéron choisit l'abbaye en ce lieu pour y transférer les reliques d'Arnoul, le 24 juillet 971, et décide de réformer cette abbaye, de lui donner un nouvel élan en y installant des moines de Thin-le-Moutier, un établissement créé en son temps par Gérard de Brogne.

## Lieu de culte
- Abbatiale Notre-Dame de Mouzon.